# Timo Sarpaneva
Timo Sarpaneva (ur. 31 października 1926 w Helsinkach, zm. 2 października 2006 tamże) – fiński projektant form przemysłowych.

## Życiorys
W 1948 roku ukończył helsiński Instytut Sztuki Przemysłowej. Od lat 50. XX wieku związany z fabryka szkła artystycznego i użytkowego Iittala. W 1956 roku Sarpaneva zaprojektował obecne logo firmy – charakterystyczne białe „i” na tle czerwonej tarczy – pierwotnie przeznaczone dla kolekcji szkła I-linja, która zdobyła nagrodę grand prix na triennale sztuki w Mediolanie w 1957. W 1958 odznaczony Medalem Pro Finlandia. W latach 60. XX wieku opracował nowatorską metodę produkcji szkła przypominającego lód.
Sarpaneva zmarł w Helsinkach 2 października 2006 roku.

## Dzieła

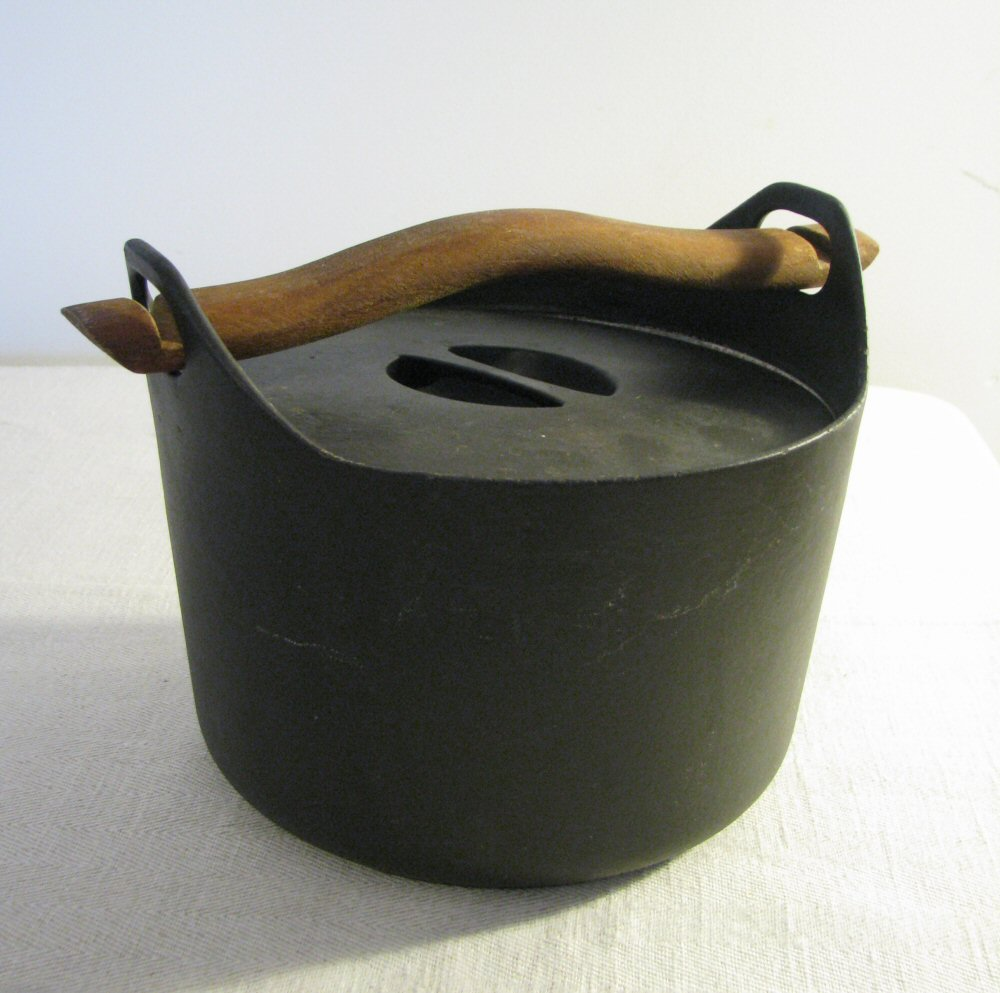
Żelazny garnek projektu Timo Sarpanevy z 1960
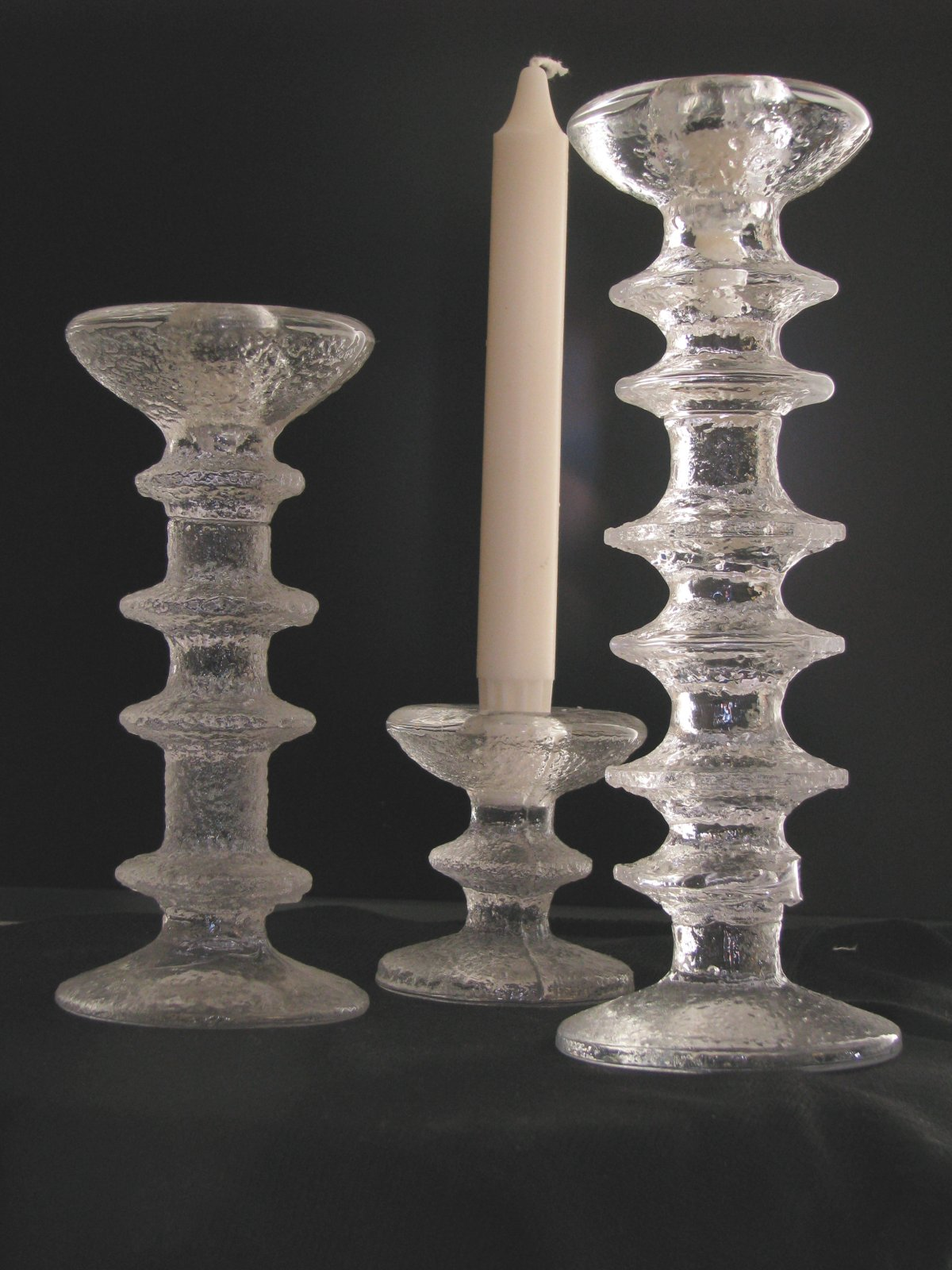
Szklane świeczniki projektu Timo Sarpanevy z 1966
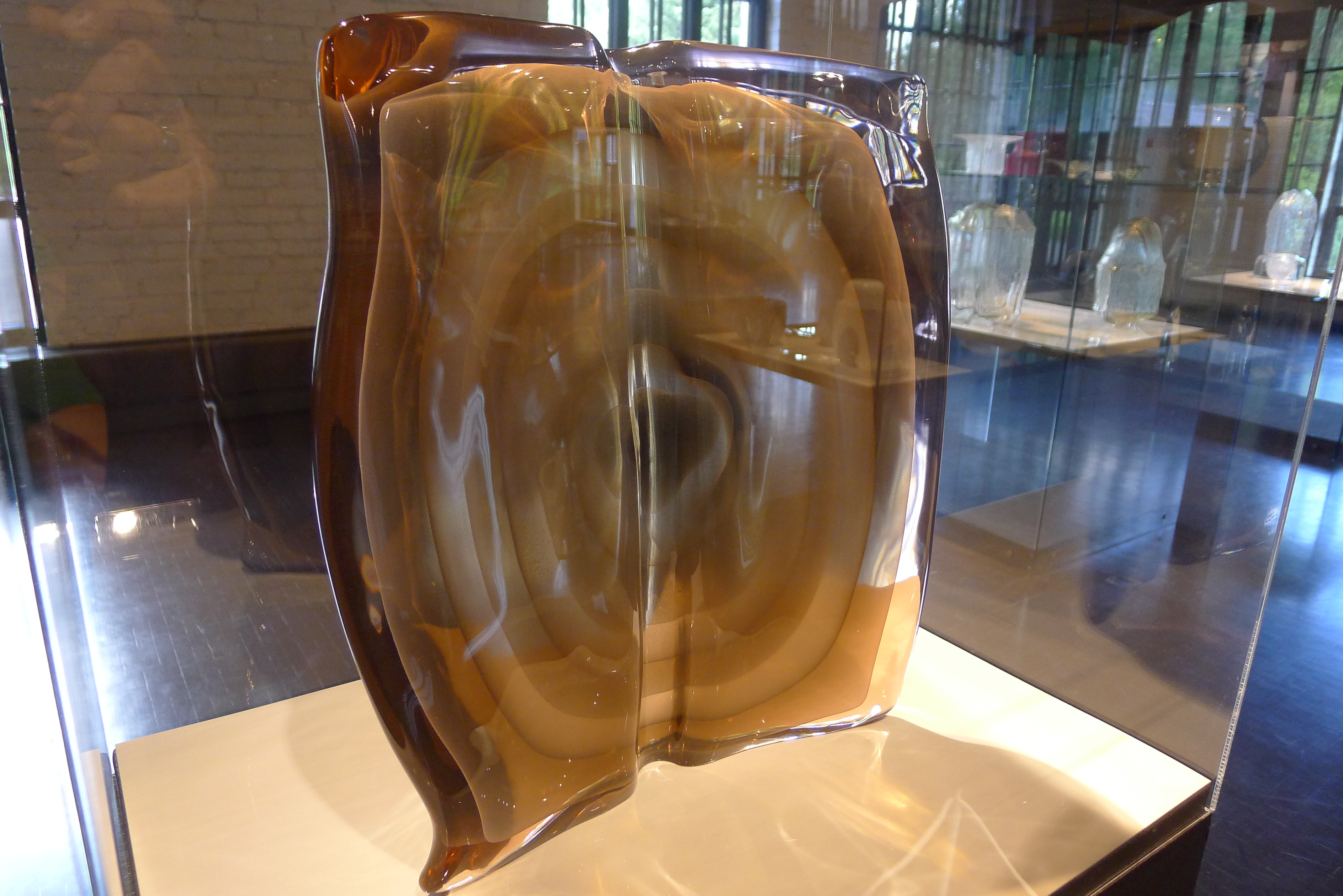
Liber Mundi (Księga świata), 1999